# قمح وحيد الحبة

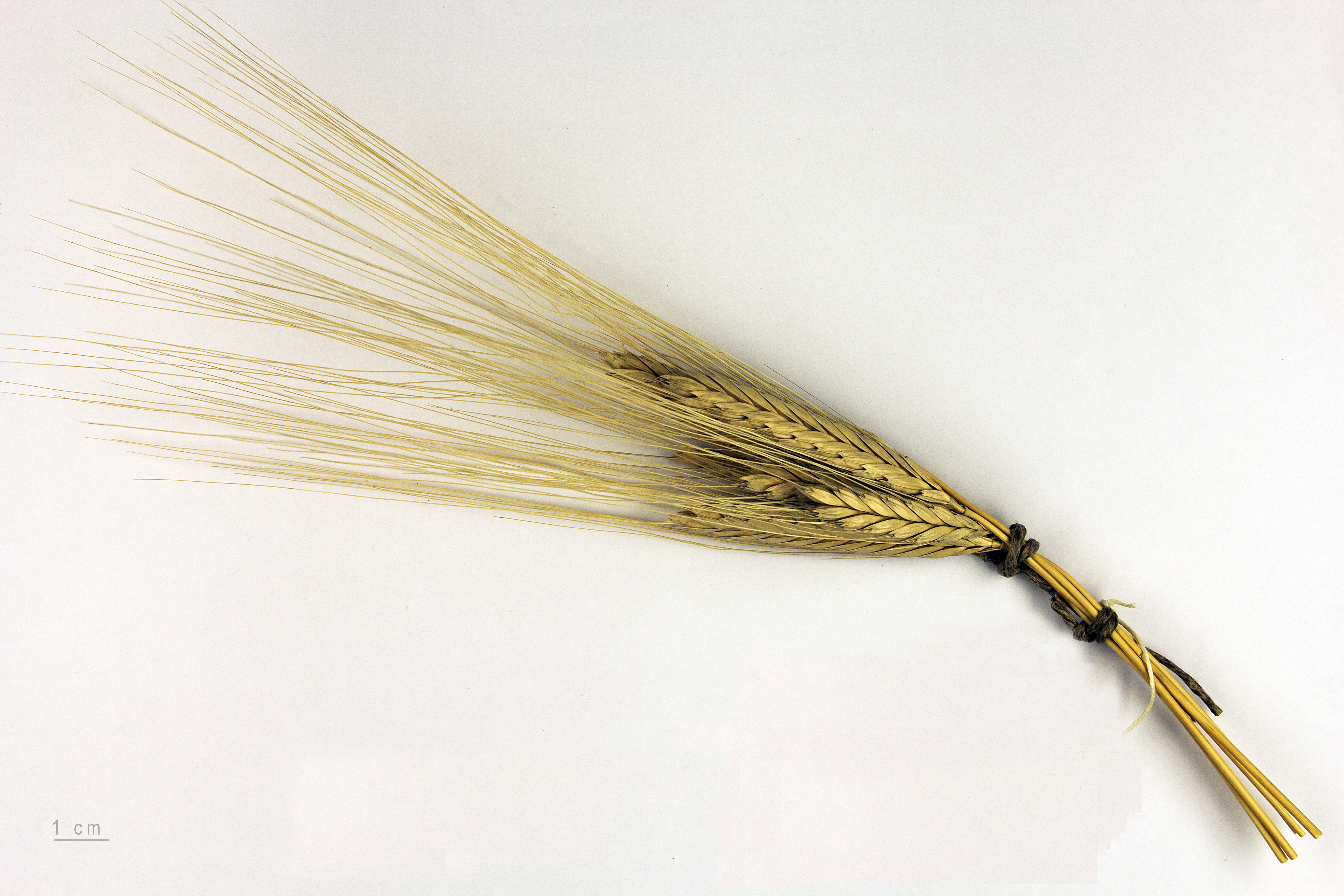
Triticum monococcum

قمح وحيد الحبة  أو القَمْحُ البَرِّيُّ أو قَمْحُ الحَجَلِ (الاسم العلمي: Triticum monococcum) وهي تشير إما إلى الأنواع البرية من القمح مثل قمح بويتي (الاسم العلمي: Triticum boeoticum)، أو الشكل المستأنس قمح وحيد الحبة. يعتبر كلا الشكلين البري والمستأنس أنواع منفصلة. وحيد الحبة هو نوع ضعفاني من القمح مقشر، تحاط حبوبه بقشور قاسية. شكله المزروع يشبه البرية، إلا أن السنبلة تبقى على حالها عندما تنضج والبذور تكون أكبر.